# Zaskroniec tygrysi
Zaskroniec tygrysi (Rhabdophis tigrinus) – gatunek węża z podrodziny zaskrońcowatych (Natricinae) w rodzinie połozowatych (Colubridae). 

## Występowanie
Zaskroniec tygrysi występuje we wschodniej Rosji (Kraj Nadmorski i Kraj Chabarowski), w Korei Północnej i Południowej, Chinach (Zhejiang, Fujian, Jiangxi, Hubei, Kuejczou, Syczuan, Gansu, Shaanxi), Wietnamie i Japonii (Yaku-shima, Tanegashima, Kiusiu, Sikoku, Honsiu i Riukiu).

## Zachowanie
Jest to jeden z nielicznych zaskrońców, które są uzbrojone w jad. Toksyny tego węża nie pochodzą jednak od niego samego, ale zostają „kradzione” ofiarom gada, czyli jadowitym ropuchom japońskim. Wyjątek stanowią młode, których matka miała spory zapas nagromadzonych toksyn. Takie węże już rodzą się jadowite.
Odebrany ropuchom jad przechowywany jest przez węża w gruczołach znajdujących się w okolicy karku gada. Jadowe zęby znajdują się natomiast w głębi szczęki, przez co nazywane są zębami gardłowymi. Ukąszenie zaskrońca tygrysiego jest niebezpieczne, ale nie śmiertelne. Gad ten bowiem nie należy do agresywnych. Jedynie w przypadku obrony wąż otwiera szeroko szczęki i stara się wytrysnąć jad w oczy napastnika.